# Makroseismická intenzita
Makroseismická intenzita, také se používá pojem intenzita zemětřesení, je termín, užívaný v seismologii k vyjádření účinků zemětřesení na daném místě. Pro určení intenzity se užívá několik stupnic, nejmodernější a v současné době také nejpoužívanější je stupnice EMS-98, vyvinutá a používaná Evropskou seismologickou komisí, u nás se také často používá starší stupnice MSK-64, například v Japonsku se používá stupnice seismické intenzity Japonské meteorologické agentury (také nazývána šindó). Stupnice intenzity mají různý počet stupňů (stupnice EMS-98 i stupnice MSK-64 jsou dvanáctistupňové, japonská sedmistupňová), pro každý stupeň existuje výčet charakteristických účinků zemětřesení na osoby, budovy a na krajinu. Intenzita se liší na různých místech, nejsilnější obvykle bývá (ale nemusí vždy) v epicentru zemětřesení, tzv. epicentrální intenzita.  Makroseismická intenzita není totožná s magnitudem, vztah mezi intenzitou a magnitudem je závislý na řadě faktorů (hloubka ohniska, specifické podmínky místa pozorování a podobně). Intenzita není závislá na přístrojovém měření, při jejím určování se vychází zejména ze statistického vyhodnocení tzv. makroseismického dotazníku, který vyplňují obyvatelé, kteří pocítili dané zemětřesení. 